# Геккер, Анатолий Ильич
Анато́лий Ильи́ч Ге́ккер (25 августа (6 сентября) 1888 — 1 июля 1937) — советский военный деятель, комкор (20.11.1935). Активный участник Гражданской войны в России.

## Биография
Родился в Тифлисе в семье военного врача. Окончил Тифлисскую классическую гимназию в 1907 году и поступил в военное училище.
Окончил в 1909 году Владимирское военное училище в Санкт-Петербурге. Начал службу в 102-м Вятском пехотном полку, с 1912 года проходил службу в Отдельном корпусе пограничной стражи. Участник Первой мировой войны, на которой воевал в должностях обер-офицера для поручений при штабе 3-й Заамурской пограничной дивизии, исполняющим должность старшего адъютанта штаба 3-го армейского корпуса. В 1917 году оканчивает в чине штабс-ротмистра ускоренный курс Императорской Николаевской академии Генерального штаба. После её окончания направлен старшим адъютантом штаба в 33-й армейский корпус на Румынский фронт. В сентябре 1917 года входил в состав делегации Румынского фронта на съезде в Петрограде. Был избран членом корпусного солдатского комитета.
Один из первых офицеров, вступивших в сентябре 1917 года в партию большевиков (по собственным словам, сотрудничал с большевиками ещё с февраля 1917 года).
После Октябрьской революции избран в декабре 1917 года Солдатским съездом начальником штаба 33-го корпуса, а затем в январе 1918 года — командующим 8-й армией Румынского фронта. Также состоял членом армейского военно-революционного комитета. С января по март 1918 года (вплоть до расформирования) — командующий этой армией.
Участник Гражданской войны. В марте 1918 года он вступил в Красную Армию, назначен членом Центроштаба Советов в Донбассе и на этом посту стал одним из организаторов советских частей. В том же месяце назначен командующим советскими войсками в Донбассе — Донецкой армией РККА. С апреля 1918 года — начальник штаба командующего Украинским фронтом В. А. Антонова-Овсеенко, затем — комиссар Беломорского военного округа, командующий Вологодским тыловым районом и Котласским районом.
Руководил подавлением Ярославского восстания. Приказ об его назначении был отдан Наркоматом по военным делам 11 июля 1918 года, кроме того он являлся командующим Северного Ярославского района. Двигаясь с севера из-за Волги по железнодорожной линии от Данилова к Ярославлю, красные войска атаковали восставших, укрепившихся на левом берегу Волги. Организовал артиллерийский обстрел города, который привел к пожарам, разрушениям и гибели жителей. 21 июля 1918 года телеграфировал в Москву:
«Я, командующий Северным Ярославским районом Геккер, Окружной Комиссар Беломорского Округа, возложенную на меня задачу по ведению боевых операций под Ярославлем считаю законченной. Нарком Троцкий приказал мне вести операции на Северном берегу Волги точка. Северный берег очищен. Белые были уничтожены в количестве девяносто трех, плюс пятьдесят убитых нашим огнем точка. С нашей стороны потери 8(?) убитых, 50 раненых и 3-ое расстреляны за грабежи. В дальнейшем я содействовал огнем своей артиллерии и пехотными частями операции южного края тов. Гузарского. Нарком Кедров несколько дней тому назад телеграфировал мне, что мое присутствие в Архангельске как окружного комиссара и вместе с тем военного специалиста, крайне необходимо там. Нарком Троцкий указал мне, что я должен здесь оставаться до полной ликвидации Ярославского мятежа, каковой в смысле военном считаю законченным и прошу доложить Наркому Троцкому о необходимости моего отъезда в Архангельск для содействия в обороне Архангельска . Прошу мне в самом непродолжительном времени дать ответ о возможности моего отъезда и еще раз докладываю, что здесь никакой опасности уже нет. Наши части прочно занимают и все без исключения в наших руках [нрзб.]»
После подавления восстания на посту командующего войсками Котласского района вёл боевые действия на шенкурско-архангельском направлении против войск генерала Е. К. Миллера и английских интервентов. С декабря 1918 года — командующий Астраханским укреплённым районом Каспийско-Кавказского фронта, один из организаторов обороны Астрахани. С 7.02.1919 по 8.04.1919 — начдив 13-й стрелковой дивизии 8-й армии РККА, действовавшей в Северной Таврии и в Крыму. С 9.05.1919 по 24.02.1920 — командующий 13-й армией Южного фронта. Под его командованием армия участвовала во всех важнейших операциях фронта против армий А. И. Деникина, ставшего в 1919 году главным фронтом гражданской войны. В мае — июне 1919 года армия с боями отходила на север от Ростова-на-Дону и Таганрога, затем участвовала в неудачном августовском контрнаступлении Южного фронта 1919 (август−сентябрь). В сентябре — октябре 1919 года в ходе Московского похода Деникина армия отходила на Валуйки, Курск, Ливны, Орёл, затем успешно участвовала в Орловско-Кромской наступательной операции, отбив Малоархангельск и Курск. В ноябре 1919 — январе 1920 года армия наступала в Донбассе, 10 января 1920 года её части первыми вышли на побережье Азовского моря, разрезав надвое весь фронт ВСЮР. Был ранен осенью 1919 года осколком снаряда.
В апреле — августе 1920 года служил начальником штаба Войск внутренней охраны (ВОХР) Республики. С сентября 1920 года он командует 11-й армией, которая занималась подавлением антисоветского восстания в Дагестане и обеспечила в ноябре 1920 года приход к власти в Армении коммунистов и создание Армянской ССР. В феврале 1921 года руководил действиями советских войск в ходе советско-грузинской войны, а весной 1921 года — в подавлении дашнакского восстания в Армении. с мая 1921 по январь 1922 года — первый командующий Отдельной Кавказской армией.
С февраля по июнь 1922 года — начальник Военной академии РККА. С июля 1922 года — военный атташе в Китае. С 1929 года — военный атташе в Турции. С июня 1934 по февраль 1937 года — начальник oтдела внешних сношений Разведывательного управления РККА. С февраля 1937 — в распоряжении Управления по комначсоставу РККА.
На следствии по «делу антисоветской троцкистской военной организации» показания против Геккера дали М. Н. Тухачевский, В. М. Примаков и Б. М. Фельдман. 30 мая 1937 арестован органами НКВД СССР по обвинению в участии в контрреволюционной, шпионской и террористической организации. На следствии вину признал, на суде отказался от своих показаний. Приговором Военной коллегии Верховного суда СССР приговорен к смертной казни 1 июля 1937 года и расстрелян в тот же день.
Реабилитирован той же Военной коллегией Верховного суда СССР 22 августа 1956 года.

## Семья
Жена — Евгения Борисовна, сын Борис (1915 г.р.) и дочь Татьяна (1916 г.р.) были арестованы осенью 1937 года и приговорены к различным срокам заключения в исправительно-трудовых лагерях «за недоносительство».

## Награды
- Орден Красного Знамени (7.07.1921)[5]
- Орден Красного Знамени Армянской ССР (1921, вручен знак ордена № 1)
- Орден Красного Знамени Азербайджанской ССР (28.03.1921)[6]
- Орден Святой Анны 3-й степени с мечами и бантом (1.03.1917)
- Орден Святого Станислава 3-й степени с мечами и бантом (24.09.1916)
- Орден Святой Анны 4-й степени с надписью «За храбрость» (3.06.1915)